# Amblyteles karakurti
Amblyteles karakurti är en stekelart som beskrevs av Rossikov 1904. Amblyteles karakurti ingår i släktet Amblyteles och familjen brokparasitsteklar. Inga underarter finns listade i Catalogue of Life.